# Kīsheh Rūdbār
Kīsheh Rūdbār (persiska: کیشه رودبار, Kīsh-e Rūdbār) är en ort i Iran.   Den ligger i provinsen Gilan, i den nordvästra delen av landet, 250 km nordväst om huvudstaden Teheran. Kīsheh Rūdbār ligger 141 meter över havet och antalet invånare är 492.
Terrängen runt Kīsheh Rūdbār är kuperad åt sydväst, men åt nordost är den platt. Runt Kīsheh Rūdbār är det ganska tätbefolkat, med 111 invånare per kvadratkilometer. Närmaste större samhälle är Fūman, 8,9 km norr om Kīsheh Rūdbār. Trakten runt Kīsheh Rūdbār består till största delen av jordbruksmark.